# Heather Has Two Mommies
Heather Has Two Mommies est un livre pour enfants américain coécrit par Lesléa Newman et Diana Souza et illustré par Dana Kingsbury. D'abord publié en 1989, il est décrit comme « le premier livre pour enfants sur le thème du lesbianisme ». L'ouvrage est principalement connu pour être l'un des livres les plus controversés des États-Unis.

## Résumé
Heather est une enfant élevée par deux femmes lesbiennes : sa mère biologique, Jane, qui lui a donné naissance après insémination artificielle, et Kate, la concubine de sa mère. À la garderie où va Heather, sa situation familiale est vue de manière positive et normale.

Lesléa Newman affirme : 

« L'idée m'est venue alors que je marchais dans la rue à Northampton, une ville connue pour son libéralisme, sa tolérance et sa grande population lesbienne. En ce jour particulier, j'ai rencontré une femme qui, avec sa partenaire, avait récemment accueilli un enfant dans leur maison. Elle m'a dit : « Aucun livre que nous pourrions lire à notre fille ne montre notre type de famille. Quelqu'un devrait en écrire un. » »

## Réception

### Polémiques
L'American Library Association et le Sugartime! classent le livre comme le 11e le plus fréquemment mis en cause aux États-Unis dans les années 1990.